# Clastoptera laenata
Clastoptera laenata är en insektsart som beskrevs av Fowler 1898. Clastoptera laenata ingår i släktet Clastoptera och familjen Clastopteridae. Inga underarter finns listade i Catalogue of Life.